# Anja Weisgerber
Pour les articles homonymes, voir Weisgerber.
Anja Weisgerber, née le 11 mars 1976 à Schweinfurt, est une femme politique allemande.
Membre de l'Union chrétienne-sociale en Bavière, elle est députée européenne de 2004 à 2013 et députée au Bundestag depuis 2013. 